# Russisch ei

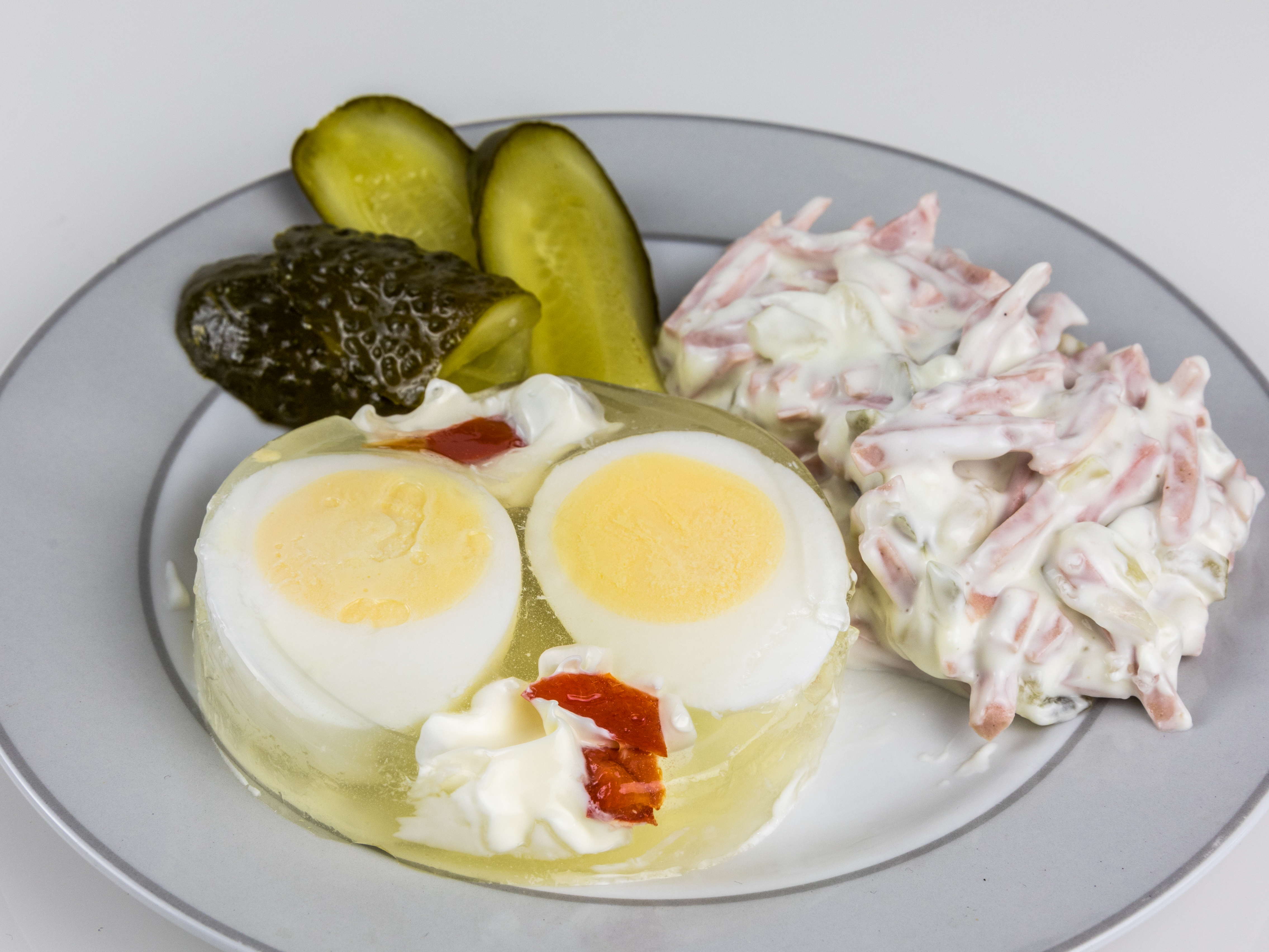
Duitse variant van Russisch ei, met vleessalade ipv. huzarensalade.

Een Russisch ei is een salade met halve hardgekookte eieren, groenten en aardappel- of huzarensalade die is overgoten met dunne mayonaise. Dit wordt geserveerd op een bedje van sla.

Ook wordt er wel vis bijgelegd, zoals sardines, ansjovis, haring of makreel.  Het kan als voorgerecht worden geserveerd, maar komt ook wel als lunchgerecht op tafel.

## Oorsprong
Het Russisch ei komt veel voor in België, Nederland en Duitsland. In het Duits en Frans worden met resp. Russisches Ei en œufs à la russe echter meestal gevulde eieren bedoeld. Franse koks gebruikten de uitgang à la Russe veelal voor creaties die exotisch moesten klinken. Specifiek Russisch is het gerecht echter niet.